# Leningradkollen
Leningradkollen är en bergstopp i Antarktis. Den ligger i Östantarktis. Norge gör anspråk på området. Toppen på Leningradkollen är 12 meter över havet.
Terrängen runt Leningradkollen är mycket platt. Havet är nära Leningradkollen norrut. Trakten är obefolkad. Det finns inga samhällen i närheten.